# Шмидль, Ульрих
Ульрих Шмидль (Шмидель) (нем. Ulrich Schmidl; 1514, Штраубинг, Нижняя Бавария — 1579, Регенсбург) — немецкий ландскнехт, конкистадор, исследователь, летописец. Шмидль, кроме Ханса Штадена, был одним из немногих ландскнехтов, которые записали свой опыт.

## Биография
Шмидль был сыном богатого купца и получил хорошее для своего времени образование. В 1534 году он уходит на военную службу и отправляется в Новый Свет. Там  он принимает участие в экспедиции Педро де Мендоса в качестве ландскнехта по территориям Рио-де-ла-Плата, которые в настоящее время относятся к Аргентине. После он этого участвует в первой поездке Хуана де Айоласа, а позже он принимает участие в экспедиции Айоласа вверх по течению реки Парагвай. Также необходимо отметить, что Шмидль был одним из солдат, которые остались с Доминго Иралой. В апреле 1544 года во время восстания против Кабеса де Вака, Шмидль занял сторону Ирала. А в 1546 году Шмидль совместно с Нуньо де Шавесом сопровождает его в путешествии к де ла Гаска в Перу. 
В 1550 г. Шмидль принял участие в последней экспедиции организованной Иралу, результаты которой была неудачны . В ходе этого путешествия он прошел через территорию современного Парагвая, где принял участие в основании Асунсьон. Позднее он предпринял несколько экспедиций в Гран Чако, в ходе которых он достиг территории юго-восточной Боливии.
В 1552 году, узнав о смерти своего старшего брата, чьё состояние он должен был наследовать, Шмидль вернулся в Старый Свет. По возвращении, он прибыл в Севилью, где он представил Совету Индии письма Иралы с отчётом о его открытиях. К концу 1554 года Шмидль  прибыл к в Штраубинг. В 1557 году публикует свой дневник о путешествии по Новому Свету. Также Шмидль стал членом местного совета. Однако в 1562 году из-за религиозных преследований ему пришлось покинуть Штраубинг и отправиться в Регенсбург, где он жил до своей смерти в 1579 году.
Так как Шмидль во время своих странствий вёл дневник, то  в 1557 году опубликовал повествование о своих приключениях под названием Wahre Geschichte einer merkwürdigen Reise, gemacht durch Ulrich Schmidel von Straubingen, in America oder der Neuen Welt, von 1534 bis 1554, wo man findet alle seine Leiden in 19 Jahren, und die Beschreibung der Länder und merkwürdigen Völker die er gesehen, von ihm selbst geschrieben. «Подлинная история странного путешествия Ульриха Шмидля из Штраубингена в Америку или Новый Мир с 1534 по 1554 год, в котором человек испытывает все свои страдания за 19 лет, а также описание стран и странных народов, которые он видел, им самим написаным» (Frankfort, 1557), латинская версия которого появилась в Нюрнберге в 1599 году как «Вера историческая». Анри Терно-Компанс опубликовал перевод работы в «Путешествиях, отношениях и воспоминаниях», посвящённая истории человечества, рецензии на документы Флориды (20 том, 1837—1841 гг.) и Андре Гонсалеса де Барсиа в его Historiadores primitivos de Indias. Шмидль, таким образом, стал первым историком Аргентины.
Большая часть его рассказа на немецком языке частично совпадает с отчётом на испанском языке Альвара Нуньеса Кабеса де Вака, который был аделантадо губернаторства Рио-де-ла-Плата между 1540 и 1545 годами. Однако необходимо отметить, что отчет де Вака, иногда кардинально отличается точкой зрения на те или иные события, очевидцем которых был также Шмидль.
Работа Шмидля даёт имена и рассказывает о привычках и образе жизни многих индейских народов, которые исчезли спустя некоторое время. Также в своих воспоминаниях Шмидль изображает факты  каннибализма не только среди не коренных народов Южной Америки, но и среди конкистадоров, которые тяжело переносили лишения и суровые условия экспедиций, и страдали от голода. 